# Миколай Меховецький
Миколай Меховецький (пол. Mikołaj Miechowicki; ? — 7 жовтня 1608) — польський шляхтич, військовий ватажок та перший гетьман повстанської армії Лжедмитрія II в 1607–1608 роках.
Приєднався до самозванця навесні 1607, в день сходження на трон Лжедмитрія II, привівши до Стародуба загін з 700 польських вояків.
У квітні 1608 року князем Романом Ружинським був зміщений з поста головнокомандувача повстанською армією; за даними польських дослідників, був ним вбитий.